# Выжить вместе
«Выжить вместе» (англ. Dual Survival) — приключенческая передача на канале «Discovery Channel», в которой ведущие Дэйв Кэнтербери, бывший снайпер в армии США, и эксперт по выживанию в дикой природе Коди Ландин отправляются на поиски приключений в самые опасные места на планете. Они пытаются выжить в разных ситуациях, в которые могут попасть каждый неопытный турист. За плечами у них более чем 20 лет опыта.

## Описание
Новый документальный приключенческий сериал от «Discovery Channel», где двое экспертов по выживанию в дикой природе покажут зрителям два совершенно разных подхода к этому вопросу. Зрителям предстоит смотреть увлекательное действо, в котором рассматриваются типичные ситуации, когда обычный человек может остаться наедине с природой с минимальным набором снаряжения.

## Списки эпизодов

### Первый сезон
- Кораблекрушение
- Неудавшееся восхождение
- Без воздуха
- Поломка в пустыне
- Паника в джунглях
- Трясина
- Разделились
- Под проливным дождём
- После урагана
- В топи болот

### Второй сезон
- Рана и огонь
- Погребённые заживо
- Застрять в грязи
- Укушенные
- Замёрзшие равнины
- Побег из Африки
- Выбраться из облаков
- Затерянные в океане
- В пыли
- Острова гиппопотамов
- Вверх по реке
- Дорога в никуда

### Третий сезон
- Марс на Земле
- Кто кого съест
- Как на сковородке
- Рай, обернувшийся адом
- Зелёный ад
- Двое на вулкане
- Скандал
- В брюхе зверя
- Выброшенные на берег
- Вершины скалистых гор
- Туманные обрывы

### Четвёртый сезон
- Не видно конца — Часть 1
- Не видно конца — Часть 2
- Смертельные дюны

- Glacial Downfall
- Journey’s End to a New Beginning
- No Man Is an Island
- Mayan Mayhem

- На краю
- Конец пути
- Один выстрел, один труп

### Пятый сезон
- В каньонах
- Мужественно переносить боль
- Сбитый и покинутый — Часть 1
- Сбитый и покинутый — Часть 2
- Болотоландия
- Из пепла — Часть 1
- Из пепла — Часть 2
- Заболоченные
- Прибрежная катастрофа

## Детальная информация
| Сезон | Эпизоды | В Ролях                 | В Ролях         | Первоначально эфир | Первоначально эфир | Первоначально эфир | DVD- даты выпуска |
| Сезон | Эпизоды | В Ролях                 | В Ролях         | Сезон премьера     | Финал сезона       | Сеть               | Регион 1          |
| ----- | ------- | ----------------------- | --------------- | ------------------ | ------------------ | ------------------ | ----------------- |
| 1     | 10      | Коди Ландин             | Дэйв Кентербери | 11 июня 2010       | 20 августа 2010    | Discovery Channel  | 23 августа 2011   |
| 2     | 12      | Коди Ландин             | Дэйв Кентербери | 22 апреля 2011     | 1 июля 2011        | Discovery Channel  | 13 августа 2013   |
| 3     | 11      | Коди Ландин             | Джозеф Тети     | 1 января 2013      | 12 марта 2013      | Discovery Channel  | N / A             |
| 4     | 10      | Коди Ландин Мэтт Грэм   | Джозеф Тети     | 23 апреля 2014     | 25 июня 2014       | Discovery Channel  | N / A             |
| 5     | 13      | Мэтт Грэм               | Джозеф Тети     | 21 января 2015     | 22 апреля 2015     | Discovery Channel  | N / A             |
| 6     | 4       | Мэтт Грэм               | Джозеф Тети     | 30 сентября 2015   | 21 октября 2015    | Discovery Channel  | N / A             |
| 7     | 10      | Билл МакКоннелл         | Грэйди Пауэлл   | 13 января 2016     | 15 марта 2016      | Discovery Channel  | N / A             |
| 8     | 7       | Джош Джеймс Бо Макглоун | Грэйди Пауэлл   | 15 июня 2016       | 3 августа 2016     | Discovery Channel  | N / A             |
| 9     | 7       | Джефф Зауш              | EJ Снайдер      | 24 августа 2016    | 12 октября 2016    | Discovery Channel  | N / A             |